# Alexius Meinong
Alexius Meinong Ritter von Handschuchsheim (17. červenec 1853, Lvov – 27. listopad 1920, Štýrský Hradec) byl rakouský filozof.
Vytvořil teorii předmětu (Gegenstandstheorie) jako učení o předmětném (Lehre vom Gegeständlichen) bez ohledu na způsob jeho bytí, avšak při zohlednění jeho čtyř kvalitativních vyčleněných hlavních tříd odpovídajících čtyřem třídám zážitků: představám, myšlení, cítění a touze.
Představám (Vorstellungen) odpovídají objekty (Objekte). Myšlení (Denken) odpovídá objektivno (Objektive). Cítění (Fühlen) odpovídá dignitatívní (Dignitative), neboli pravdivé (das Wahre), dobré (das Gute) a krásné (das Schöne). Touha (Begehren) odpovídá deziderativnímu (Desiderative).